# ABCDE-methode
De ABCDE-methode is een werkwijze voor het verlenen van eerste hulp volgens het principe "treat first what kills first". Met andere woorden: behandel eerst de primaire (levensbedreigende), dan de secundaire en tertiaire (niet-direct c.q. niet-levensbedreigende) letsels en stoornissen. Deze handelwijze heeft belangrijke voordelen omdat - naast een duidelijke houvast - door het volgen van deze methodiek (bijna) alle letsels en stoornissen ermee kunnen worden onderkend en behandeld. 
De ABCDE-methodiek werd in 1976 ontwikkeld in de Verenigde Staten in het kader van de Advanced Trauma Life Support-cursus en wordt tegenwoordig wereldwijd door zowel leken als professionele hulpverleners toegepast.

## Uitleg van de letters

### A:Airway Maintenance with Cervical Spine Protection
Hieronder vallen de handelingen die er zorg voor dragen dat de wervelkolom geïmmobiliseerd wordt en dat de luchtweg van een slachtoffer openblijft. Letsels/stoornissen die een open luchtweg kunnen bedreigen, zijn verslikking of aangezichtsletsels, maar ook bijvoorbeeld zwelling door allergieën of inademing van (rook)gassen of (giftige) dampen.

### B:Breathing(ademhaling)
Hieronder valt het beoordelen van de ademhaling en de handelingen die ervoor zorgen dat een slachtoffer kan blijven ademen of wordt beademd. Letsels/stoornissen die ademhalingsstoornissen kunnen veroorzaken, zijn traumaletsels, hoog-energetische letsels of vergiftigingen.

### C:Circulation(circulatie)
Hieronder valt het beoordelen van de bloedsomloop en de handelingen die de bloedsomloop ondersteunen. Belangrijk daarbij is de bloeddruk en de pols, gelet op frequentie, volume en regelmaat. Oorzaken kunnen zijn: hartritmestoornissen, hartfalen, hartstilstand, shock, afknelling en ernstige bloedingen.

### D:Disability(bewustzijn)
Hieronder valt het beoordelen van het bewustzijn. Dit wordt beoordeeld door middel van de AVPU- of EMV-score. Letsels/stoornissen die bewustzijnsstoornissen kunnen veroorzaken zijn traumaletsels waaronder hersenletsels, vergiftigingen, hartproblemen, suikerziekte en beroerte.

### E:Exposure/Environment(blootstelling/omgevingsfactoren)
Hierin valt het top-tot-teenonderzoek en de handelingen die betrekking hebben op (het voorkomen van) koude- en warmteletsels, alsmede het verzorgen van wonden, kneuzingen, breuken en andere letsels.
IMAGO
I: ingrepen, medische voorgeschiedenis
M: medicatie (drugs intoxicatie)
A: allergieën
G: Gegeten/gedronken
O: ontlasting/overgeven

## ABCDE-gerelateerde protocollen
Geïntegreerd in de ABCDE-werkwijze wordt meestal gebruikgemaakt van de volgende protocollen: EMV, AVPU, PEARRL, AMPLE, MIST, SBAR of varianten hierop.
| EMV    | Eye, Motor, Verbal                                 | Glasgow Coma Scale, het niveau van bewustzijn    |
| AVPU   | Alert, Verbal, Pain, Unresponsive                  | niveau bewustzijn                                |
| PEARRL | Pupils Equal And Round and Responsive to Light     | tekenen van verhoogde hersendruk en hersenletsel |
| AMPLE  | Allergy, Medication, Past, Last meal, Events       | uitvragen slachtoffer/patiënt                    |
| MIST   | Mechanism, Injuries, Signs and Symptoms, Treatment | melding                                          |
| SBAR   | Situation, Background, Assessment, Recommendation  | overdracht                                       |

Soms wordt ook wel SAMPLE gebezigd. Dit is een samengetrokken AMPLE en MIST waarbij de "S" staat voor Signs en Symptoms.